# Serge (tessuto)

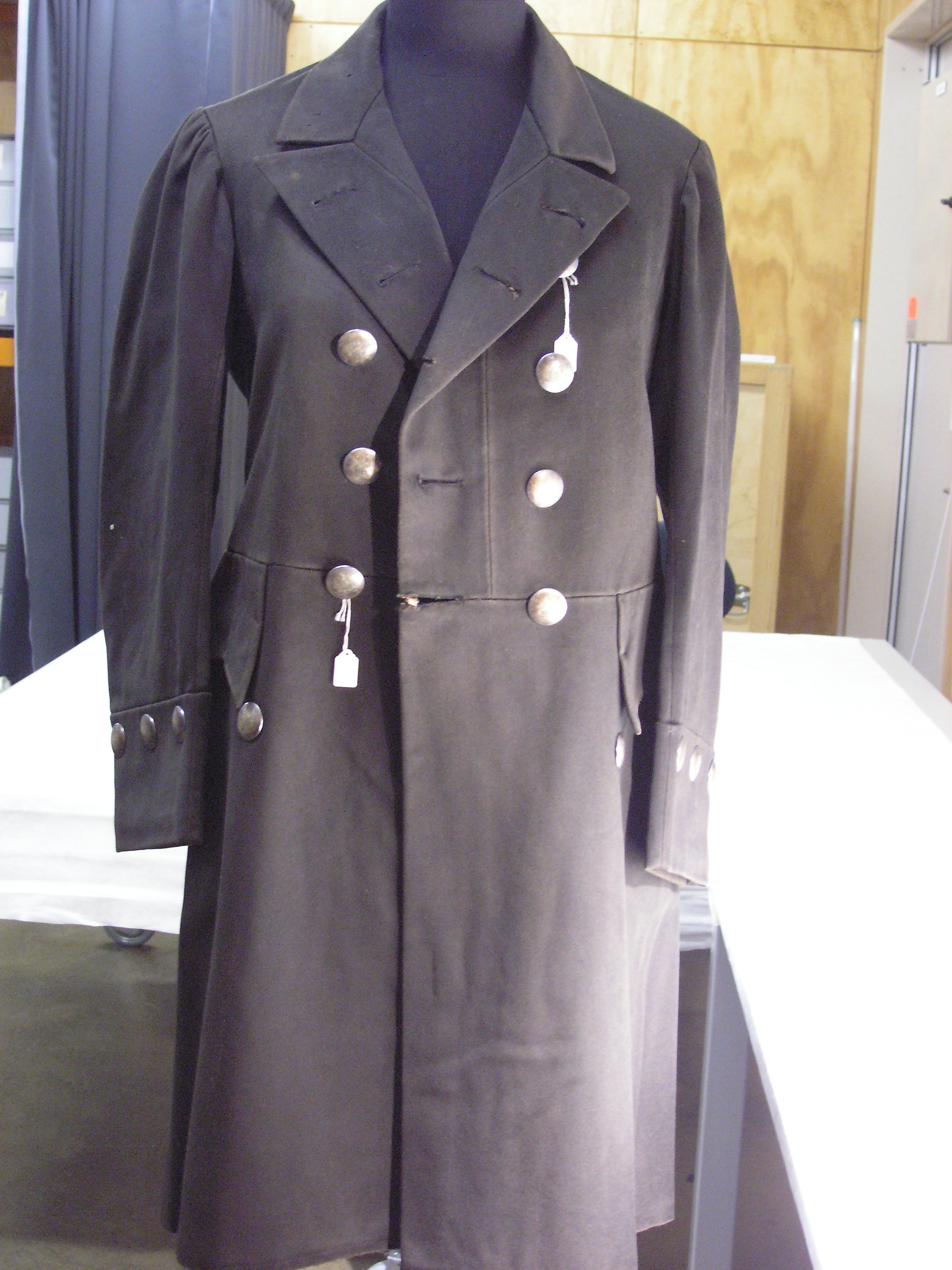
Capo in serge

Il serge è un tipo di tessuto in twill con linee diagonali o creste su entrambi i lati, realizzato con una trama a due punte verso l’alto e due verso il basso. La varietà pettinata è utilizzata per creare uniformi militari, completi, cappotti e trench. La sua controparte, silk serge, viene utilizzata per le fodere. Il serge francese è una varietà più morbida e raffinata. La parola è anche usata per indicare un tessuto di lana intrecciata di alta qualità.

## Etimologia e storia
Il nome deriva dal vecchio serge francese, esso stesso dal latino serica, dal greco σηρικός, «seta». La prima associazione tra serge, come seta, Grecia e Francia è mostrata dalla scoperta nella tomba di Carlo Magno di un pezzo di serge di seta tinto con motivi bizantini, evidentemente un dono della corte imperiale bizantina nell'VIII o nel IX secolo d.C. Sembra anche riferirsi a una forma di saia di seta prodotta nel primo Rinascimento a Firenze o nei dintorni, usata per le tonache del clero. Un riferimento può essere trovato nel Don Chisciotte: «Sono più contento di aver trovato che nessuno mi ha dato una Cassock del miglior servizio di musica fiorentina» (The Curate, Book I, Chapter VI).
Fin dai primi tempi sassoni, la maggior parte della lana inglese ("graffette") fu esportata. Agli inizi del XVI secolo andò principalmente a un monopolio reale a Calais (allora un possedimento inglese) e fu tessuto in stoffa in Francia o nei Paesi Bassi. Tuttavia, con la liberazione di Calais da parte dei francesi il 7 gennaio 1558, l'Inghilterra iniziò ad espandere la propria industria della tessitura. Ciò venne notevolmente migliorato dalle guerre europee di religione (Guerra degli ottant'anni, guerre di religione francesi); nel 1567 i rifugiati calvinisti dei Paesi Bassi comprendevano molti abili tessitori di serge, mentre fra i profughi ugonotti all'inizio del XVIII secolo vi erano molti tessitori di seta e lino.
I serges pettinati di lana sono noti dal XII secolo in poi. Quelli moderni sono realizzati con ordito pettinato e trama di lana.
Il denim è un tessuto di cotone con una trama simile; si ritiene che il suo nome derivi da "serge de Nîmes", dalla città francese di Nîmes.